# Академія наук Чеської Республіки

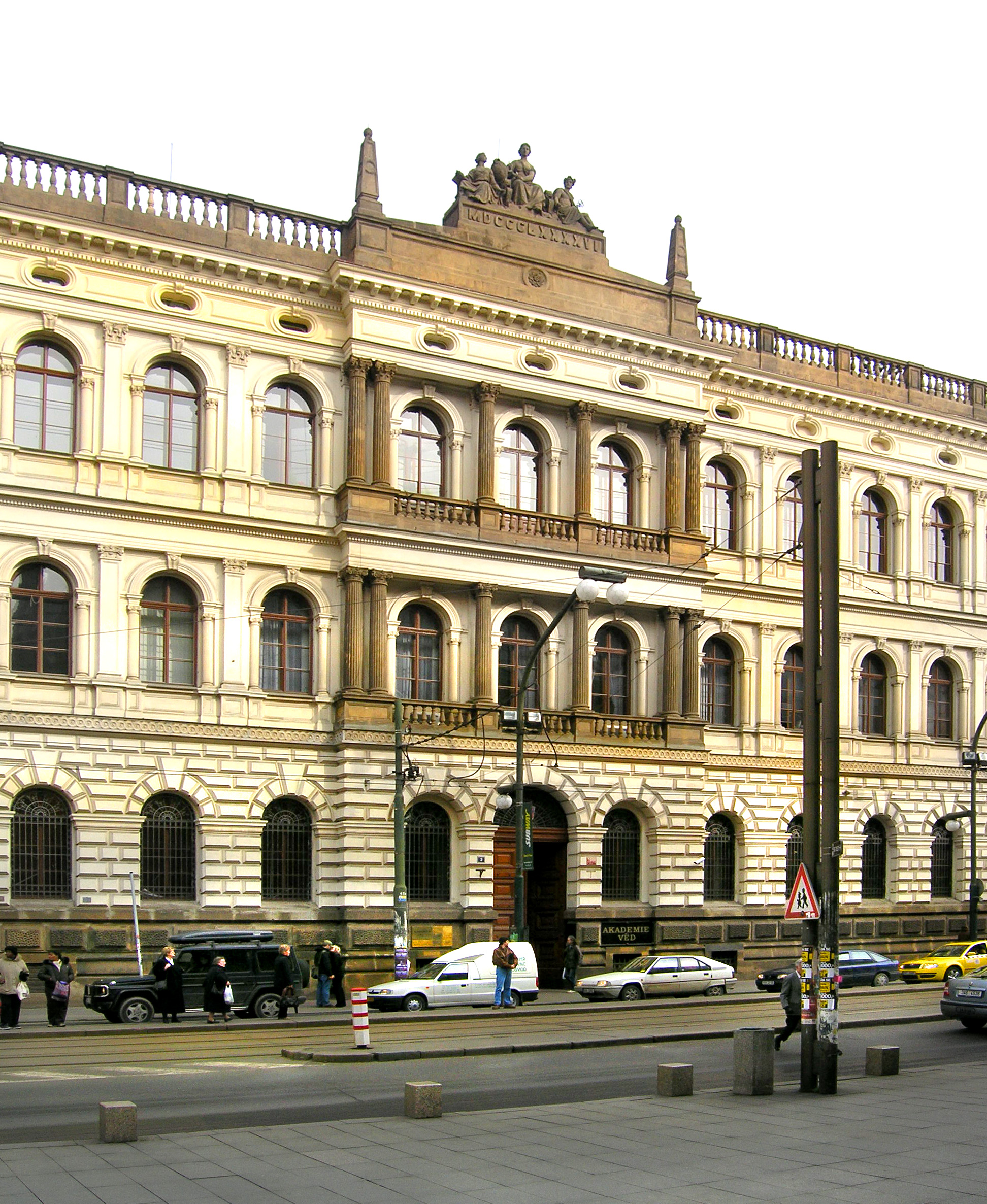
Чеська академія наук, Прага

Академія наук Чеської Республіки (чеськ. Akademie věd České republiky) — є державним органом Чеської Республіки, що був утворений у 1992 році з метою об'єднання наукових установ Чехії, які опікуються здійсненням фундаментальних досліджень.
Академія розташована в центральній частині м.Прага — Старе місто, фінансується з державного бюджету Чеської Республіки та має такі законодавчо визначені завдання:
- здійснення наукових досліджень;
- сприяння підвищенню рівня освіти та обізнаності;
- допомога у практичній реалізації результатів наукових досліджень;
- отримання, обробка та поширення наукової інформації, включаючи надання наукових висновків та рекомендацій;
- співпрацювати з вищими навчальними закладами для реалізації докторських програм та підготовки наукових кадрів;
- розвивати міжнародне наукове і технологічне співробітництво;
- забезпечувати утримання інфраструктури для дослідів та досліджень.

## Структура[7]
Найвищим органом управління є Асамблея Академії наук ЧР, виборний орган, який, у свою чергу обирає Голову Академії наук на кожний чотирирічний період. З 2017 року Головою чеської Академії наук є Ева Зажімалова.
Крім Асамблеї АН ЧР, Академічної Ради, Наукової Ради, Комісії з питань етики наукової роботи та апарату АН ЧР, структура чеської Академії наук наразі включає понад 50 наукових інститутів, які розподілені у дев'ять секцій за трьома науковими напрямами:

#### Науки про неживу природу
1. Секція математики, фізики та інформатики (Інститут астрономії, Інститут фізики, Інститут математики, Інститут інформатики, Інститут ядерної фізики, Інститут теорії інформації та автоматизації);
2. Секція прикладної фізики (Інститут фотоніки та електроніки, Інститут фізики матеріалів, Інститут фізики плазми, Інститут технічних приладів, Інститут гідродинаміки, Інститут теоретичної та прикладної механіки, Інститут термомеханіки);
3. Секція знань про Землю (Геофізичний інститут, Інститут геології, Інститут фізики атмосфери, Інститут геоніки, Інститут гірської структури та механіки)

#### Науки про живу природу та хімічні
1. Секція хімічних наук (Інститут аналітичної хімії, Інститут неорганічної хімії, Інститут хімічних реакцій, Інститут фізичної хімії ім. Ярослава Гейровського, Інститут макромолекулярної хімії, Інститут органічної хімії та біохімії);
2. Секція біологічних та медичних наук (Інститут біофізики, Інститут біотехнологій, Інститут фізіології, Інститут мікробіології, Інститут експериментальної ботаніки, Інститут експериментальної медицини, Інститут молекулярної генетики, Інститут фізіології та генетики тварин);
3. Секція біолого-екологічних наук (Центр біології, Інститут ботаніки, Інститут біології хребетних, Інститут досліджень глобальних змін CzechGlobe);

#### Суспільні та гуманітарні науки
1. Секція соціально-економічних наук (Бібліотека АН ЧР, Інститут держави і права, Інститут соціології, Інститут психології, Інститут економіки);
2. Секція історичних наук (Інститут археології в м. Брно, Інститут археології в м. Прага, Інститут історії, Інститут історії мистецтв, Інститут новітньої історії; Інститут ім. Т. Г. Масарика та архів Академії наук ЧР);
3. Секція гуманітарних та філологічних наук (Інститут етнології, Інститут філософії, Інститут Сходознавства, Слов'янський інститут, Інститут чеської літератури, Інститут чеської мови).

У складі національної Академії наук Чеської Республіки також діє симфонічний Камерний оркестр Академії наук. Оркестр був заснований у 1987 році переважно з музикантів-аматорів, що були членами Академії наук ЧР. Наразі функціонує у форматі повноцінного малого симфонічного оркестру з власним репертуаром, у складі близько 40 музикантів, до яких за потреби приєднуються запрошені солісти (Владімір Долежал, Олга Віт-Крумпхолзова та інші).

## Історія

### Історія будівлі АН ЧР[9]
Див.: Будівля Академії наук Чехії
Будівля у стилі неоренесанс на вулиці Народній під номером 1009/3, у якій сьогодні розташована Академія наук ЧР, була побудована у 1856-1861 за проектом Войтєха Ульмана з метою розміщення у ній Чеської ощадної каси.
У 1895 році, під керівництвом Фрідріха Шахнера, було проведено додаткове розширення простору за рахунок включення до спільної композиції сусідніх будівель. Наслідком цього є різниця у кількості поверхів в різних частинах будівлі Академії наук ЧР, адже початкова будівля за проектом Ульмана була двоповерховою.
у 1954-1956 роках удосконалення стосувалось здебільшого внутрішніх приміщень (зокрема, північно східна тераса була перетворена на гаражне приміщення), адже в будівлі вже розташовувалась Чехословацька академія наук. Академія наук ЧР тут розташовується з 1992 року (від заснування, як правонаступниця Чехословацької академії наук), а з 1994 року будівля також є штаб-квартирою Чеського товариства вчених.
У 1964 році цьому архітектурному об'єкту було присвоєно статус пам'ятки культури.

### Попередні інституції Чехії з подібними функціями
- Чехословацька академія наук (1953—1992): безпосередній попередник Академії наук ЧР.
- Чеська академія наук, словесності і мистецтв (1890—1952).
- Чеське королівське наукове товариство (1784—1890), одним з очільників якої був Франтішек Палацьки.